# Poczuj ten rytm
Poczuj ten rytm – trzeci album zespołu Junior wydany w listopadzie 2011 roku w firmie fonograficznej Green Star.
Wydawnictwo było promowane utworami „Zabierz ze sobą mnie”, „Nie będę Ci kłamać” i „Słodka mała”.
Do piosenki „Zabierz ze sobą mnie” został zrealizowany teledysk z udziałem Krzysztofa Kasowskiego.

## Lista utworów
1. „Zabierz ze sobą mnie”
2. „Słodka mała”
3. „Za tobą”
4. „Ulicami Manhattanu”
5. „Poczuj ten rytm”
6. „Krople naszych łez”
7. „Nie będę Ci kłamać”
8. „Moja Magdalena”
9. „Zawołam Cię...”
10. „Miłość to sen”
11. „Bo w naszych sercach”
12. „Bohater z TV”
13. „Na pożegnanie”
14. „Jeden gest” (Remix)
15. „Ulicami Manhattanu” (Remix)
16. „Zabierz ze sobą mnie” (Video Mix)
17. „Słodka mała” (Fun Remix)